# سميمة العش
سُمَيَّمَة العُشّ أو سمامة استوائية (الاسم العلمي: Aerodramus)، جنس من الطيور الصغيرة، داكنة، تبني أعشاشها في الكهوف وتنتمي إلة قبيلة سماماوات صغيرة. يقتصر وجود أنواعها على المناطق المدارية وشبه الاستوائية في جنوب آسيا وأوقيانوسيا وشمال شرق أستراليا.